# Boothbay
Boothbay és una població dels Estats Units a l'estat de Maine (EUA). Segons el cens del 2000 tenia 2.960 habitants.

## Demografia
Segons el cens del 2000, Boothbay tenia 2.960 habitants, 1.261 habitatges, i 881 famílies. La densitat de població era de 51,7 habitants per km².
Dels 1.261 habitatges en un 27,2% hi vivien nens de menys de 18 anys, en un 59,2% hi vivien parelles casades, en un 6,8% dones solteres, i en un 30,1% no eren unitats familiars. En el 23,8% dels habitatges hi vivien persones soles l'11,5% de les quals corresponia a persones de 65 anys o més que vivien soles. El nombre mitjà de persones vivint en cada habitatge era de 2,35 i el nombre mitjà de persones que vivien en cada família era de 2,77.
Per edats la població es repartia de la següent manera: un 21,1% tenia menys de 18 anys, un 5% entre 18 i 24, un 25,1% entre 25 i 44, un 31,2% de 45 a 60 i un 17,6% 65 anys o més.
L'edat mediana era de 44 anys. Per cada 100 dones de 18 o més anys hi havia 91,9 homes.
La renda mediana per habitatge era de 41.406 $ i la renda mediana per família de 45.761 $. Els homes tenien una renda mediana de 30.500 $ mentre que les dones 28.370 $. La renda per capita de la població era de 22.036 $. Entorn del 5,5% de les famílies i el 6,9% de la població estaven per davall del llindar de pobresa.